# Yasmin Finney
Yasmin Finney (* 30. srpna 2003) je anglická herečka a internetová osobnost. Objevila se na druhém výročním seznamu GLAAD 20 pod 20. Je známá díky roli Elle Argent v seriálu Srdcerváči, kterou hraje od roku 2022. V květnu 2022 bylo oznámeno, že se v roce 2023 připojí k obsazení seriálu Pán času.

## Životopis
Finney se narodila 30. srpna 2003 a vyrůstala v Manchesteru. Vychovávala ji svobodná matka. V dětství se účastnila řady místních divadelních představení, mimo jiné v Sackville Theatre Manchesterské univerzity, The Royal Exchange Theater a The Aylesbury Waterside Theater. Na vysoké škole studovala divadelní umění.
Finney se zpočátku proslavila svými videi na TikToku, v nichž popisuje své zkušenosti britské transsexuální teenagerky černé pleti. V dubnu 2021, kdy jí bylo 17 let, byla Finney obsazena do rolí Kelsy ve filmu Billyho Portera Co kdyby a Elle Argent v seriálu Srdcerváči od Netflixu, který měl premiéru v roce 2022. Z filmu Co kdyby musela odstoupit kvůli cestovním omezením spojeným s nemocí covid-19, která ovlivnila její možnost získat pracovní vízum do Spojených států, což vedlo k tomu, že ji nahradila Eva Reign.
Dne 16. května 2022 bylo oznámeno, že Finney se připojí k obsazení seriálu Pán času k 60. výročí vysílání seriálu v roce 2023 jako transgender společnice Rose.
V srpnu 2022 bylo oznámeno, že Finney bude hrát v připravovaném krátkém filmu Mars jako postava Charlie Acaster. Film bude mít premiéru v říjnu na Londýnském filmovém festivalu.

## Filmografie
| Rok  | Seriál     | Role        |
| ---- | ---------- | ----------- |
| 2022 | Srdcerváči | Elle Argent |
| 2023 | Pán času   | Rose        |